# Reinhold Seyerlen

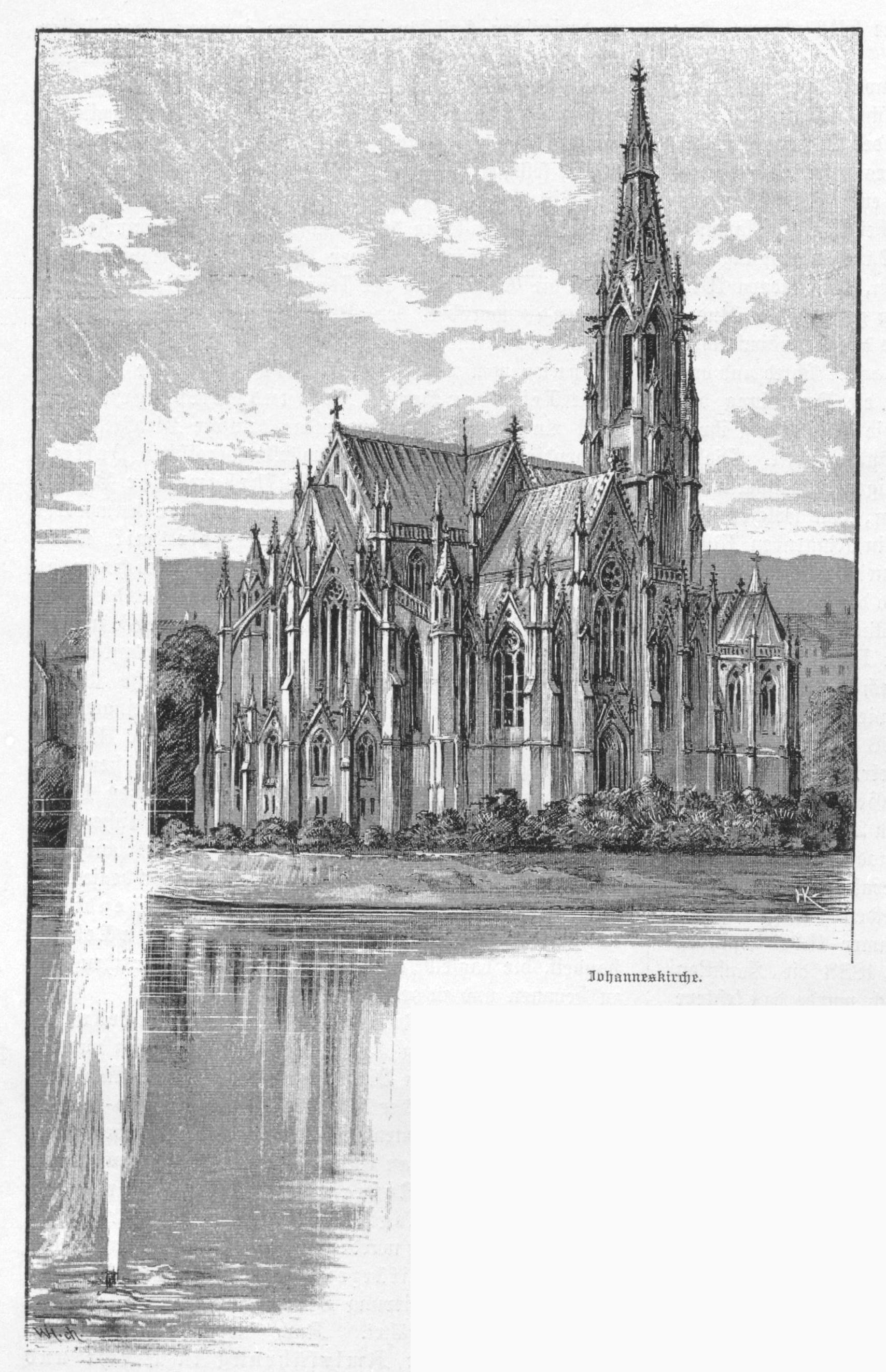
Johanneskirche Stuttgart (Hans Kolb, 1889)

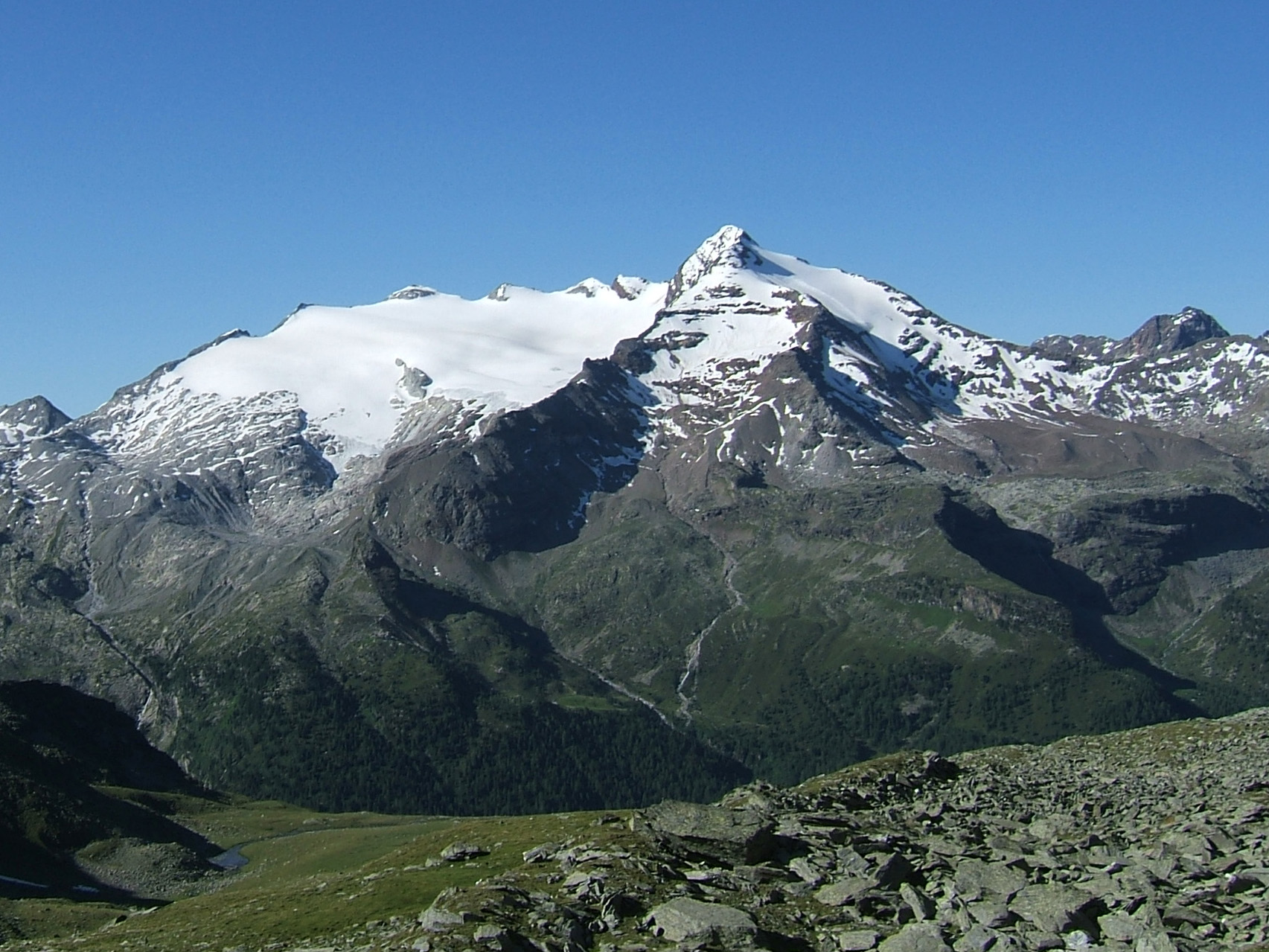
Schneebiger Nock, v. Norden

Reinhold Seyerlen (* 24. März 1848 in Stuttgart; † 27. Oktober 1897 ebenda) war ein deutscher Organist, Komponist und Alpinist. Er führte mehrere Erstbegehungen in den Zillertaler Alpen sowie der Rieserfernergruppe durch.

## Leben

### Ausbildung
Reinhold Seyerlen studierte von 1866 bis 1870 Philosophie und Theologie in Tübingen. 1870 studierte er Musik am Stuttgarter Konservatorium bei Immanuel Faißt und Otto Scherzer.

### Karriere als Musiker
1871/1872 war er Dirigent des Stuttgarter Orchestervereins. 1874 wurde Seyerlen als Hauptlehrer für Orgelkunde, Tonsatz und Orgelspiel am Konservatorium in Stuttgart eingesetzt, ein Jahr später wurde er erster Organist der neuerbauten Stuttgarter Johanneskirche und bediente dort die Weigle-Orgel. 1879 wurde er Professor.
1894 übernahm er als Nachfolger von Immanuel Faißt den Vorstand der Konsistorial-Orgelschule in Stuttgart. Er komponierte mehrere Choralbearbeitungen.

### Als Bergsteiger
Gemeinsam mit Johann Stüdl aus Prag bestieg er als Erster den Schneebiger Nock über den Westlichen Rieserferner. Seyerlen war befreundet mit Theodor Harpprecht.

### Privates
Ab 1875 war Seyerle mit Pauline Burkhardt verheiratet.